# Ingelheimer Haderbücher
Die Ingelheimer Haderbücher sind Gerichtsbücher des Ingelheimer Oberhofs und den niederen Instanzen aus dem ehemaligen Ingelheimer Grund aus der Zeit zwischen 1387 und 1534, die heute in Ingelheim am Rhein aufbewahrt werden. Sie geben einen Einblick in den Alltag der Menschen des „Ingelheimer Reiches“ (auch Ingelheimer Grund genannt), einem Gebiet, das aus der ehemaligen Kaiserpfalz hervorging und acht Ortschaften umfasste.

## Inhalt
Die Haderbücher verzeichnen Prozesse, die vor einem spätmittelalterlichen Laiengericht geführt worden sind. Sie sind „die frühesten seriell erhaltenen Textzeugen, die die Prozessführung eines weltlich-deutschrechtlichen Gerichtes über einen längeren Zeitraum hinweg schriftlich protokollierten“. 2011 ist der erste Band der Haderbücher als Ergebnis eines Editionsprojektes erschienen, das insgesamt fünf Bände umfassen soll. Die in Ingelheim erhaltenen und jetzt bearbeiteten Haderbücher umfassen 19 Bücher und sechs Fragmente.

## Editionsprojekt
Die Edition der Haderbücher ist am Institut für Geschichtliche Landeskunde an der Universität Mainz (seit 2022 Institut für Geschichtliche Landeskunde Rheinland-Pfalz) angesiedelt und stand zuletzt unter der Leitung von Werner Marzi (1933–2019). Die Edition erfolgt in Zusammenarbeit mit dem Historischen Seminar der Universität. Die Edition wird von der Stiftung Ingelheimer Kulturbesitz, der Firma Boehringer Ingelheim und der Stadt Ingelheim finanziert. Neben den Editionsbänden werden in einem wissenschaftlichen Begleitband die Haderbücher unter landes-, rechts- und sozialhistorischen Aspekten beschrieben.

### Online-Ausgabe
Am 23. Oktober 2017 ist das Haderbuch »Ober-Ingelheim 1518-1529« als erstes Buch im Internet unter der Adresse www.haderbuecher.de veröffentlicht worden. Im Februar 2019 folgte die digitale Edition des Bandes »Groß-Winternheim 1490-1519«. Im Oktober 2020 konnte auch der Band »Wackernheim 1472-1501« fertiggestellt werden. Parallel dazu wurden auch die ersten drei Bände der Buchreihe in überarbeiteter Form für die Datenbank vorbereitet und online gestellt. Somit sind nun die folgenden sechs Haderbücher in ganzem Umfang im Internet einzusehen.
- Nieder-Ingelheim 1468-1485
- Wackernheim 1472-1501
- Ober-Ingelheim 1476-1485
- Groß-Winternheim 1490-1502
- Ober-Ingelheim 1518-1529
- Nieder-Ingelheim 1521-1530

»haderbuecher.de« enthält – wie dies schon bei der Buchausgabe üblich war – die Transkription des frühneuhochdeutschen Textes und eine Übersetzung ins Gegenwartsdeutsche. Für die Online-Ausgabe wurde das Register wesentlich erweitert und mit Links zu entsprechenden Artikeln in digitalen historischen Wörterbüchern und Lexika versehen. Gegenüber der Buchausgabe ist neu, dass jetzt auch Abbildungen des historischen Quellentextes mit angeboten werden. Durch die Digitalisierung soll der Zugang zu dieser umfangreichen und inhaltlich nicht einfach zu erschließenden Quelle erleichtert werden.

### Buchausgabe
- Werner Marzi (Hrsg.): Das Ober-Ingelheimer Haderbuch 1467–85. Herausgegeben im Auftrag der Stiftung Ingelheimer Kulturbesitz. Bearbeitet von Stefan Grathoff (Transkription) und Regina Schäfer (Übertragung). Alzey: Rheinhessische Druckwerkstätte 2011 (Ingelheimer Haderbücher. Spätmittelalterliche Gerichtsprotokolle, Band 1), ISBN 978-3-86232-011-0.
- Werner Marzi (Hrsg.): Das Nieder-Ingelheimer Haderbuch 1468–85. Herausgegeben im Auftrag der Stadt Ingelheim. Bearbeitet von Stefan Grathoff (Transkription) und Regina Schäfer (Übertragung). Alzey: Rheinhessische Druckwerkstätte 2012 (Ingelheimer Haderbücher. Spätmittelalterliche Gerichtsprotokolle, Band 2), ISBN 978-3-86232-030-1.
- Werner Marzi (Hrsg.): Das Nieder-Ingelheimer Haderbuch 1521–30. Herausgegeben im Auftrag der Stadt Ingelheim. Bearbeitet von Ulrich Hausmann (Transkription) und Stefan Grathoff (Übertragung). E. Humbert Verlag: Neu-Bamberg 2014 (Ingelheimer Haderbücher. Spätmittelalterliche Gerichtsprotokolle, Band 3), ISBN 978-3-939285-71-7.
- Werner Marzi, Kai-Michael Sprenger (Hrsg.): Hader und Streit in Ingelheim. Edition ausgewählter Gerichtsfälle aus dem Ober-Ingelheimer Haderbuch 1518–1529. Herausgegeben im Auftrag der Stadt Ingelheim. Bearbeitet von Stefan Grathoff (Transkription) und Regina Schäfer (Übertragung). E. Humbert Verlag: Neu-Bamberg 2015 (Ingelheimer Haderbücher. Spätmittelalterliche Gerichtsprotokolle, Band 4), ISBN 978-3-939285-72-4